# Westwood (Los Angeles)
Westwood – dzielnica w zachodniej części Los Angeles położona na południe od kampusu UCLA, na zachód od Beverly Hills i na wschód od Brentwood. Około 50 000 mieszkańców.
Znana z dużej liczby zamieszkujących ją studentów, wielokulturowości, muzeum Hammera czy obfitującej w sklepy Westwood Village oraz budynków uniwersyteckich. Z powodu bliskości uczelni i innych atrakcji oraz ograniczonej liczby mieszkań, ceny zarówno ich zakupu jak i wynajmu osiągają w Westwood bardzo wysokie sumy, nawet jak na aglomerację Los Angeles.
W Westwood przy Wilshire Blvd. mieści się także kwatera FBI. Przy Glendale Ave. natomiast znajduje się Westwood Village Memorial Park Cemetery – cmentarz, na którym pochowano wiele hollywoodzkich sław m.in. aktorkę filmową Marilyn Monroe. W północno-zachodniej części dzielnicy zobaczyć można siedziby bractw studentów UCLA.
Dobre połączenie autobusowe z Santa Monica, także m.in. z Venice, śródmieściem Los Angeles i Culver City.